# Igreja Iprari
A igreja Iprari dos Arcanjos (em georgiano:  იფრარის მთავარანგელოზზის ეკლესია), ou Tarngzel, como é conhecida localmente, é uma igreja do século XI, nos arredores da vila de mesmo nome, no município de Mestia, na região de Mingrélia-Alta Suanécia, na Geórgia. A cidade faz parte da região histórica e cultural das terras altas de Suanécia. Arquitetonicamente, uma notória igreja-salão, Iprari contém um conjunto de afrescos pintados por Tevdore em 1096, um dos pontos altos da arte monumental georgiana medieval. A igreja está inscrita na lista de monumentos culturais de importância nacional na Geórgia.

## Arquitetura

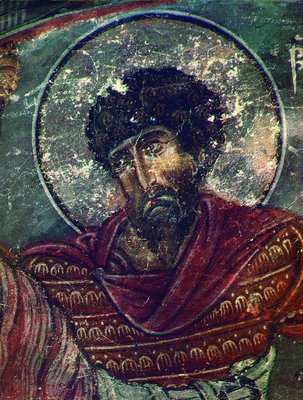
Theodore Stratelates, um dos afrescos de Iprari.

Iprari é um pequeno edifício retangular e simples com dimensões de 4,75 × 2,6 m 2, que termina em uma abside a leste. A igreja é construída com blocos quadrados de pedra-pomes amarela bem esculpida. As fachadas são simples e pobres na decoração. A única entrada é no oeste. O interior é iluminado por duas janelas, uma na abside e outra acima da entrada.  As paredes da igreja são simples, sem muito tratamento arquitetônico. As paredes interiores contêm uma série de grafites comemorativos, que datam do século XI ao XV.

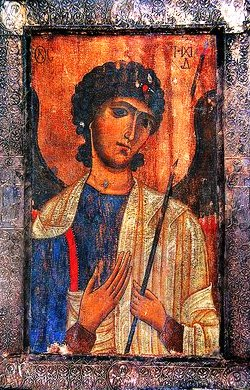
Arcanjo Miguel. Um ícone do século XII-XIII da iconóstase do Iprari.

Arquitetonicamente irrelevante, o interior da igreja Iprari preserva murais de alta qualidade encomendados pela comunidade local ao "pintor real" Tevdore em 1096, conforme relatado por uma inscrição georgiana no dossel do altar.

## Ícones
Como muitas outras igrejas medievais em Suanécia, a igreja Iprari, devido à sua distância, serviu como um repositório seguro de peças de arte cristã. Em 1910, em turnê pela região, o erudito georgiano Ekvtime Taqaishvili relatou pelo menos uma dúzia de antigos itens da igreja, incluindo um tríptico do século XIII, agora perdido. No iconóstase de Iprari, o ícone do século XII-XIII que representa o arcanjo Miguel e o Deesis é preservado.